# The Pay-Off (film, 1930)
The Pay-Off est un film américain réalisé par Lowell Sherman et sorti en 1930.

## Synopsis
Gene Fenmore est un gentleman élégant, bien installé dans la haute société. Il est également le chef de la plus grande mafia de la ville. Mais c'est une mafia scrupuleuse, grâce à Fenmore, qui ne s'attaque qu'aux hommes d'affaires malhonnêtes et ne tue personne. Une lutte de pouvoir se développe entre Fenmore et son numéro deux, Rocky, qui n'est pas d'accord avec les contraintes morales imposées au gang par Fenmore. La tension entre les deux hommes est exacerbée par le fait que Rocky a enlevé à Fenmore sa petite amie, Dot.
Alors qu'il commence à exercer son influence sur les autres membres du gang, Rocky braque un jeune couple, Nancy et Tommy. Lorsque Fenmore entend parler du vol, il leur rend leur argent et les prend sous son aile, leur offrant à tous les deux des emplois dans son entreprise légale. Lorsque Rocky voit que Fenmore s'est pris d'affection pour le couple, il élabore un plan pour les manipuler afin de prendre le contrôle du gang de Fenmore. Même si Fenmore a donné des ordres explicites de ne pas impliquer le couple dans les activités illicites du gang, Rocky les emmène avec lui lorsqu'il va braquer une bijouterie. Lorsque le vol tourne mal, Rocky finit par tirer sur le propriétaire du magasin et le tuer, après quoi il fait accuser Tommy et Annabelle du crime.

## Fiche technique
- Réalisation : Lowell Sherman
- Scénario : Jane Murfin, John B. Hymer, Samuel Shipman d'après Crime de Samuel Shipman et John B. Hymer
- Producteurs : William LeBaron, Henry Hobart
- Photographie : J. Roy Hunt
- Montage : Rose Smith
- Distributeur : RKO Radio Pictures
- Durée : 65 minutes
- Date de sortie : 15 octobre 1930

 Sauf indication contraire, les informations mentionnées dans cette section peuvent être confirmées par la base de données cinématographiques IMDb,  présente dans la section « Liens externes ».

## Distribution
- Lowell Sherman : Gene Fenmore
- Marian Nixon : Nancy
- Hugh Trevor : Rocky
- William Janney : Tommy
- Helene Millard : Dot
- George F. Marion : Mouse
- Walter McGrail : Emory
- Robert McWade : Frank
- Alan Roscoe : District Attorney
- Lita Chevret : Margy
- Bert Moorhouse : Spat

## Production
Le film est basé sur la pièce Crime, qui a été jouée à New York entre février et août 1927. RKO en a par la suite produit un remake en 1938 sous le titre Law of the Underworld.